# ماندیلاریا (انگور)
ماندیلاریا (به انگلیسی: Mandilaria) هفتمین رایج‌ترین انگور برای تهیه شراب قرمز در یونان است. کشت آن در جزیره اوویا و در منطقه آتیکا، در سیکلادها، دودکان و کرت صورت می‌گیرد. همچنین در پلوپونز در مناطق الیس و مسنیا نیز پرورش می‌یابد. مساحت زیرکشت در اواخر دهه ۱۹۹۰ حدود ۱۵۹۰ هکتار بوده‌است.
از شناسه‌های آن می‌توان به میوه دیررس با دانه‌های های پوستی ضخیم، سخت و تیره و همچنین شراب کم الکل با ساختار سبک اشاره کرد که از نوع طعم خشک تا شیرین قابل تهیه است. ازین نوع انگور در تهیه شراب‌های رستینا، پزا، آرخانس و همچنین در پاروس استفاده می‌شود.

## همترازها
انواع انگور مانداریا نیز با نام‌های آمورگیانو (در رودس)، دمبرنا ماوری، دوبرنا ماوری، دومپرینا ماوری، دیمپرینا ماور، کومودور، کونتورا یا کونتورا ماوری، کوتورا، ماندریا، ماندیلاری، مانتیاری مشهور است.

## ادبیات
- Dictionnaire encyclopédique des cépages (1. ed.). Hachette Livre. 2000. ISBN 2-01-236331-8.
- Das Oxford Weinlexikon. Hallwag, Gräfe und Unzer. 2006. ISBN 978-3-8338-0691-9.
- The Wines of Greece. Mitchell Beazley. 2005. ISBN 1-84000-897-0.

## پیوندهای وب
- Mandilaria in der Datenbank Vitis International Variety Catalogue des Instituts für Rebenzüchtung Geilweilerhof (englisch)